# بنك العيون
بنك العيون (Eye bank)  هو بنك لتخزين العيون المتبرع بها من قبل اشخاص قبل ان يموتوا بهدف استخدامها في عملياتزراعة القرنيات للمرضى فيما بعد أو بهدف استخدامها في أغراض بحثية. كان أول بنكٍ للعيون في العالم قد أُنشأ في الولايات المتحدة و ذلك العام 1944.